# Panda Bear
Но́а Бе́нджамин Ле́ннокс (англ. Noah Benjamin Lennox, род. 17 июля 1978 года в Балтиморе), также известен под псевдонимом Panda Bear — музыкант и один из основателей группы Animal Collective.

## Юные годы
Леннокс вырос в Балтиморе и учился в Kimberton Waldorf School. Будучи тинейджером, он занимался спортом, в основном баскетболом и футболом. До девятилетнего возраста он также брал уроки фортепиано, потом учился игре на виолончели, ещё позже пел в школьном хоре.
Хоть он и его семья не были религиозными людьми, Леннокс поступил в Бостонский университет, где он изучал религию, потому что ему была интересна «концепция Бога». Во время учёбы он снялся в трёх любительских короткометражных фильмах, двух из них режиссёром был Эндрю Дрейзек (Fish Sticks и Fecal Matters) и третий Appy Halloween, был снят Black Nasty.

## Музыкальные инструменты
- Korg M3 — синтезатор
- Roland SP-555 — Семплер
- Boss SP-303 «Dr. Sample»

## Награды
- Грэмми (56-я церемония «Грэмми») в номинации Альбом Года совместно с Daft Punk

## Сольная дискография

### Альбомы
- Panda Bear[англ.] (1 июня 1999, Soccer Star)
- Young Prayer[англ.] (28 сентября 2004, Paw Tracks)
- Person Pitch[англ.] (20 марта 2007, Paw Tracks)
- Tomboy[англ.] (12 апреля 2011, Paw Tracks)
- Panda Bear Meets the Grim Reaper[англ.] (13 января 2015, Domino)
- Buoys[англ.] (8 февраля 2019, Domino)
- Sinister Grift[англ.] (28 февраля 2025, Domino)

### Мини-альбомы
- Mr Noah[англ.] (23 октября 2014, Domino)
- Crosswords[англ.] (20 августа 2015, Domino)
- A Day with the Homies[англ.] (12 января 2018, Domino)

### Синглы
- «I’m Not/Comfy in Nautica» (22 сентября 2005, UUAR)
- «Bro’s» (4 декабря 2006, Fat Cat Records)
- «Carrots»: (23 января 2007, Paw Tracks)
- «Take Pills» (19 июня 2007, Paw Tracks)
- «Tomboy» (13 июля 2010, Paw Tracks)
- «You Can Count on Me» (19 октября 2010, Domino)
- «Last Night at the Jetty» (13 декабря 2010, FatCat Records)
- «Surfer’s Hymn» (28 марта 2011, Kompakt)
- «Doin' It Right» (13 мая 2013, Columbia, Совместно с Daft Punk)
- «Mr Noah» (23 октября 2014, Domino)
- «Boys Latin» (15 декабря 2014, Domino)
- «Crosswords» (20 августа 2015, Domino)
- «Dolphin» (8 ноября 2018, Domino)
- «Token» (14 января 2019, Domino)
- «Playing the Long Game» (9 октября 2019, Domino)